# Cap Trafalgar

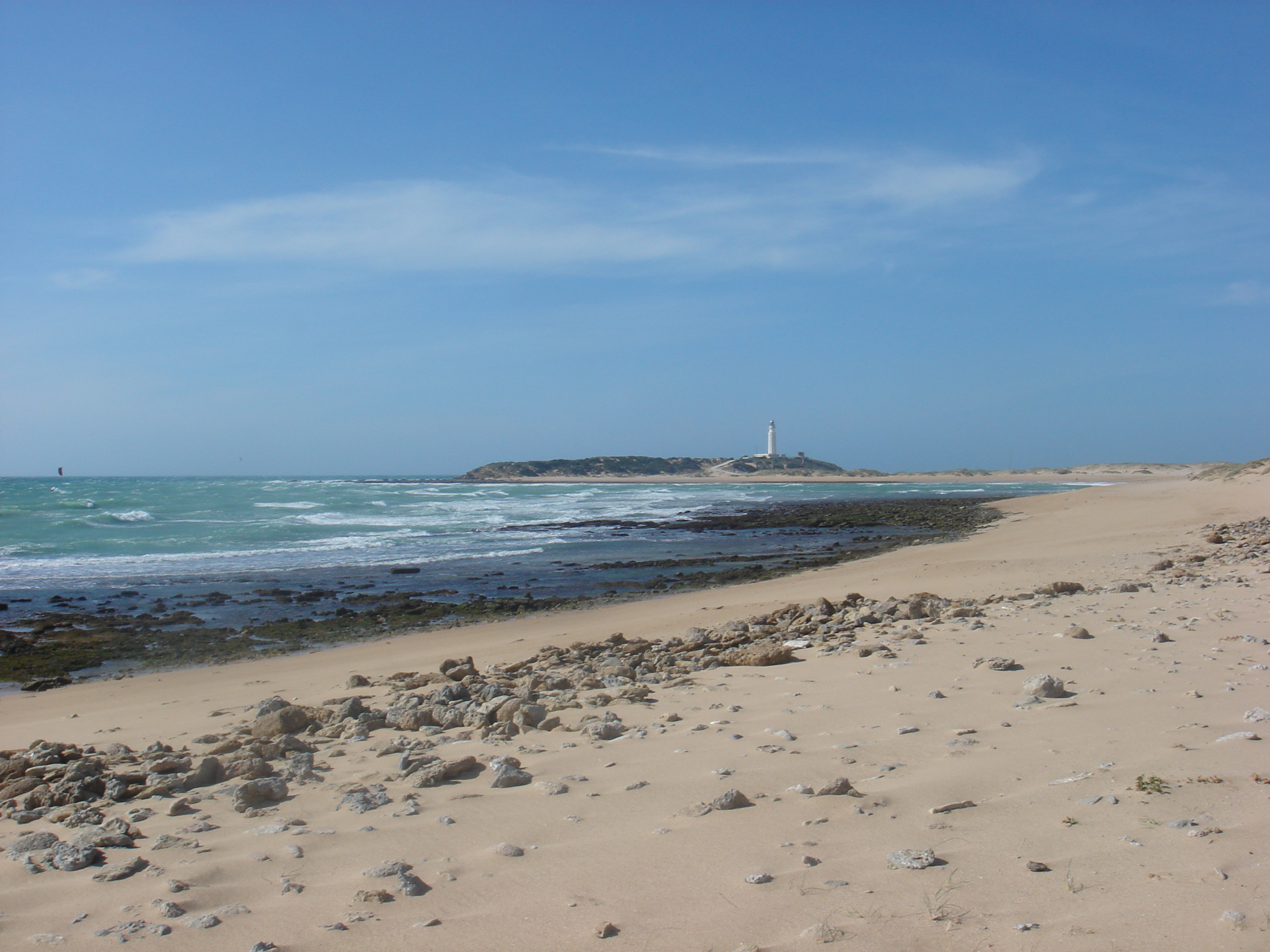
Vista parcial de la platja de Los Caños de Meca i el far de Cap Trafalgar al fons.

El cap Trafalgar (de l'àrab: رأس الطرف الأغر Taraf al Ghar, el cap de la cova) és un cap de la península Ibèrica situat a la costa atlàntica de la província de Cadis, Andalusia, que pertany al terme municipal de Barbate, És un illot petit situat entre les cales de Conil i Barbate, unit al continent per un doble tómbol de sorra, que es considera l'extrem nord-occidental de l'estret de Gibraltar. També hi ha un far i restes arqueològiques d'una factoria romana de salaons i d'un assentament hispanomusulmà.
A prop del cap, el 21 d'octubre del 1805 va tenir lloc la batalla de Trafalgar, on l'esquadra francoespanyola va ser derrotada per l'anglesa al comandament de l'almirall Nelson.
Forma part de la Xarxa d'Espais Naturals Protegits d'Andalusia (RENPA), amb la categoria de monument natural i amb el nom de Tómbol de Trafalgar.